# Torre PwC (Berlino)
La Torre PwC, nota anche come Forum Tower, è un edificio di 19 piani alto 79 metri, progettato da Renzo Piano come sede della PricewaterhouseCoopers e facente parte, insieme ad altre due torri, della Potsdamer Platz di Berlino.